# André Paoli
André Paoli (* 21. Dezember 1947 in Moyeuvre-Grande) ist ein ehemaliger französischer Leichtathlet, der sich auf den Sprint spezialisiert hat. Seinen größten Erfolg feierte er mit dem Gewinn der Bronzemedaille in der 4-mal-360-Meter-Staffel bei den Halleneuropameisterschaften 1972 in Grenoble. 

## Sportliche Laufbahn
André Paoli trat nur bei den Leichtathletik-Halleneuropameisterschaften 1973 in Rotterdam international in Erscheinung und gewann dort mit der französischen 4-mal-360-Meter-Staffel in 2:50,2 min gemeinsam mit Patrick Salvador, Michel Dach und Gilles Bertould die Bronzemedaille hinter den Teams aus Polen und der Bundesrepublik Deutschland.